# Raión de Pochínok
El raión de Pochínok (ruso: Почи́нковский райо́н) es un distrito administrativo y municipal (raión) ruso perteneciente a la óblast de Smolensk. Se ubica en el centro-sur de la óblast. Su capital es Pochínok.
En 2021, el raión tenía una población de 28 689 habitantes.
Su territorio se extiende por el área rural comprendida a medio camino entre las ciudades de Smolensk y Desnogorsk.

## Subdivisiones
Desde 2019 comprende la ciudad de Pochínok (la capital) y los asentamientos rurales de Luchesa, Muryguino, Prudký, Stodólishche y Shatálovo. Estas seis entidades locales suman un total de 229 localidades.